# Christian Vincent
Christian Vincent (* 5. November 1955 in Paris) ist ein französischer Filmregisseur und Drehbuchautor.

## Leben
Vincent wuchs in einem Vorort von Paris auf. Filme wie Die Spielregel (1939) und Die Mama und die Hure (1970) brachten ihn dazu, Filmemacher werden zu wollen. Er studierte Soziologie und Film und absolvierte von 1979 bis 1982 zudem ein Studium am Institut des hautes études cinématographiques (DHEC). Im Jahr 1983 drehte er seinen ersten Kurzfilm Il ne faut jurer de rien. In dem Schwarzweißfilm übernahm Fabrice Luchini die Hauptrolle. Vincents zweiter Kurzfilm Classique gewann 1986 einen Darstellerpreis auf dem Festival du Court-Métrage de Clermont-Ferrand; auch sein dritter Kurzfilm La part maudite wurde ausgezeichnet. In der Zeit war Vincent zudem als Schnittassistent an Filmen von Max Pécas beteiligt und arbeitete für die Nachrichten des regionalen Fernsehsenders France 3 Nord-Pas de Calais.
Vincent besetzte Luchini in seinem Langfilm-Regiedebüt Die Verschwiegene, in dem ein Mann (Luchini) für ein Buchprojekt eine Frau (Judith Henry) verführen und anschließend absichtlich verlassen soll, jedoch scheitert. Der Film gewann auf der Internationalen Kritikerwoche der Filmfestspiele von Venedig 1990 einen FIPRESCI-Preis, Vincent erhielt vom Syndicat Français de la Critique de Cinéma et des Films de Télévision 1991 den Preis für den besten Film und gewann ebenfalls 1991 zwei Césars, darunter den Preis für das Beste Erstlingswerk. Für das Scheidungsdrama Trennung mit Daniel Auteuil und Isabelle Huppert in den Hauptrollen erhielt Vincent 1999 eine Nominierung für einen Satellite Award für den Besten fremdsprachigen Film.
Neben Dramen dreht Vincent auch Komödien, darunter die Gaunerkomödie Manche mögen’s reich und den auf der wahren Geschichte von François Mitterrands Köchin Danièle Mazet-Delpeuch beruhenden Film Die Köchin und der Präsident. Anlässlich der Premiere von Manche mögen’s reich auf der Berlinale 2006 wurde er als „Spezialist für Filme, in denen kühne Pläne regelmäßig durch die Zufälle des Lebens zunichte gemacht werden“, bezeichnet. Mit Les complices nach einem Roman von Georges Simenon folgte 2013 Vincents erste Arbeit für das Fernsehen, bevor 2015 mit L’hermine erneut einen Kinofilm drehte. Die Tragikomödie um einen Richter (Fabrice Luchini), der in einem Fall in einem Jurymitglied eine frühere heimliche Liebe wiedererkennt, wurde bei den Internationalen Filmfestspielen von Venedig 2015 für den Goldenen Löwen nominiert und gewann den Drehbuchpreis.

## Filmografie
Wenn nicht anders angegeben, als Regisseur und Drehbuchautor:
- 1983: Il ne faut jurer de rien (Kurzfilm)
- 1985: Classique (Kurzfilm)
- 1987: La part maudite (Dokumentarkurzfilm)
- 1990: Die Verschwiegene (La discrète)
- 1992: Blauer Himmel (Beau fixe)
- 1994: Trennung (La séparation)
- 1997: Ich versteh’ nicht, was man an mir findet (Je ne vois pas ce qu’on me trouve) – nur Regie
- 1999: Peut-être – nur Drehbuch
- 2000: Sauve-moi
- 2004: Les textiles – nur Drehbuch
- 2005: Les enfants
- 2006: Manche mögen’s reich (Quatre étoiles)
- 2012: Die Köchin und der Präsident (Les saveurs du Palais)
- 2013: Les complices (TV)
- 2015: L’hermine

## Auszeichnungen
- 1988: Heritage Award, Cinéma du Réel, für La part maudite
- 1990: FIPRESCI-Preis der Filmfestspiele von Venedig (Kritikerwoche) für Die Verschwiegene
- 1991: César, Bestes Erstlingswerk, für Die Verschwiegene
- 1991: César, Bestes Drehbuch, für Die Verschwiegene
- 1991: Kritikerpreis des Syndicat Français de la Critique de Cinéma et des Films de Télévision für Die Verschwiegene
- 1999: Nominierung Satellite Award, Bester fremdsprachiger Film, für Trennung
- 2015: Nominierung Goldener Löwe, Internationale Filmfestspiele von Venedig, für L’hermine
- 2015: Preis für das beste Drehbuch, Internationale Filmfestspiele von Venedig, für L’hermine